# Obłęd (film 2005)
Obłęd – amerykańsko-niemiecki film fabularny z 2005 roku w reżyserii Johna Maybury'ego. Zdjęcia nakręcono w Bangour Village Hospital (West Lothian), Glasgow, Montrealu i Ormstown (Quebec).

## Fabuła
Jack Starks, niesłusznie oskarżony o morderstwo żołnierz, zostaje umieszczony w zakładzie psychiatrycznym, gdzie jest poddawany eksperymentalnemu leczeniu. Podczas pobytu w ośrodku zaczyna wierzyć, że umie przemieszczać się w czasie. Dzięki temu wie, np. w jaki sposób umrze. Zamierza do takiej wizji śmierci nie dopuścić. W walce z przyszłością pomoże mu pewna kobieta, Jackie Price.

## Obsada
- Adrien Brody jako Jack Starks
- Keira Knightley jako Jackie Price
- Jennifer Jason Leigh jako doktor Beth Lorenson
- Kris Kristofferson jako doktor Thomas Becker
- Kelly Lynch jako Jean Price
- Daniel Craig jako Rudy Mackenzie
- Tristan Gemmill jako oficer Nash
- Garrick Hagon jako prawnik
- Richard Durden jako doktor Hale
- Angel Coulby jako Intern

i inni

## Nagrody i nominacje
Saturny 2006:
– nominacja: Najlepszy film science-fiction